# Комітет міністрів Ради Європи
Комітет міністрів Ради Європи (фр. Comité des ministres du Conseil de l'Europe) або часто Комітет міністрів (Comité des ministres) є органом Ради Європи, що приймає рекомендації, готує до ухвалення тексти конвенцій та угод, здійснює контроль за виконанням рішень Європейського суду з прав людини. До його складу входять міністри закордонних справ всіх держав-членів або їх постійні дипломатичні представники в Страсбурзі. Це одночасно урядовий орган, в якому національні підходи до вирішення проблем, що стоять перед європейським суспільством, можуть обговорюватися на рівній основі. У співпраці з Парламентською Асамблеєю, Комітет міністрів стоїть на сторожі європейських цінностей, а також контролює дотримання державами-членами своїх зобов'язань.

## Члени Комітету міністрів
Міністр закордонних справ кожної держави-члена Ради Європи перебуває в Комітеті міністрів. У травні 1951 року Комітет міністрів закликав кожну державу-члена призначити постійного представника, який буде в постійному контакті з цією організацією. Всі постійні представники проживають в Страсбурзі. Вони зазвичай дипломати в ранзі послів.
У 1952 році Комітет міністрів ухвалив, що кожен міністр може призначити заступника. заступники міністрів мають ті ж повноваження з прийняття рішень як міністри. Заступник звичайно також є Постійний представник в державі-члені.
Другий за рангом до складу делегації як правило, має звання «заступник Постійного представника», не плутати з «заступником міністра».

## Засідання Комітету міністрів
Комітет збирається на засідання на рівні міністрів як мінімум двічі на рік, у травні та в листопаді. Наради, відомі як «сесія», зазвичай проводяться в Стразбурзі і тривають один повний робочий день або два дні по половині кожний. Хоча більшою частиною кожної сесії, як правило, присвяченої політичному діалогу, міністри можуть обговорити всі питання, що представляють взаємний інтерес, за винятком національної оборони.
«Зустрічі заступників міністрів» зазвичай проводяться в залі засідань Комітету міністрів один раз на тиждень.